# În carne și oase (Star Trek: Voyager)
„În carne și oase” (titlu original: „In the Flesh”) este al 4-lea episod din al cincilea sezon al serialului TV american științifico-fantastic Star Trek: Voyager și al 98-lea în total. A avut premiera la 4 noiembrie 1998 pe canalul UPN. A fost regizat de David Livingston după un scenariu de Nick Sagan.

## Prezentare
Nava întâlnește un centru de antrenament pentru invadarea Pământului de către extratereștri.

## Actori ocazionali
- Ray Walston - Boothby
- Kate Vernon - Cmdr. Valerie Archer
- Zach Galligan - Ens. Gentry
- Tucker Smallwood - Adm. Bullock